# Ariadna arthuri
Ariadna arthuri là một loài nhện trong họ Segestriidae.
Loài này thuộc chi Ariadna. Ariadna arthuri được Alexander Petrunkevitch miêu tả năm 1926.